# Delapril
Il delapril è il principio attivo di indicazione specifica contro l'ipertensione.

## Indicazioni
È utilizzato come medicinale in cardiologia contro l'ipertensione, episodi di scompenso cardiaco e in seguito ad un infarto miocardico acuto.

## Controindicazioni
Sconsigliato in persone che usano diuretici, e la funzionalità epatica dovrebbe essere controllata durante la somministrazione del farmaco.

## Dosaggi
- Ipertensione, 15 mg al giorno (dose massima 60 mg al giorno)

## Farmacodinamica
Gli ace inibitori, inibiscono l'enzima di conversione dell'angiotensina I alla forma II, agendo sulla funzione del sistema renina-angiotensina-aldosterone.

## Effetti indesiderati
Alcuni degli effetti indesiderati sono angioedema, cefalea, dispepsia, leucopenia, vertigini, nausea, diarrea, vomito, febbre, neutropenia, ipoglicemia, discrasia ematica, affaticamento, porpora, vasculiti, ipotensione, anemia, broncospasmo, rash, artralgia.